# Microcharon angelieri
Microcharon angelieri är en kräftdjursart som beskrevs av Nicole Coineau 1963. Microcharon angelieri ingår i släktet Microcharon och familjen Microparasellidae. Inga underarter finns listade i Catalogue of Life.